# Тупик Сергій Володимирович
Сергій Володимирович Ту́пик (22 липня 1961, с. Будища, Глухівський район, Сумська обл.) — український історик, краєзнавець, директор Путивльського державного історико-культурного заповідника. Член Національної спілки краєзнавців України. Заслужений працівник культури України (2012).

## Життєпис
Народився 22 липня 1961 р. в с. Будища Глухівського (нині Шосткинського) району Сумської області.
1984 р. закінчив історичний факультет Харківського державного університету (нині Харківський національний університет імені В. Н. Каразіна).
Працював учителем історії Новопокровської середньої школи Чугуївського району Харківської обл. (1984—1987).
З 1987 р. працює в Путивльському державному історико-культурному заповіднику, з 1993 р. — на посаді директора.

## Професійна і наукова діяльність
Професійна діяльність С. В. Тупика пов'язана зі збереженням, доспідженням та популяризацією історичної i культурної спадщини.
За його ініціативою у заповіднику створено нові музейні та туристичні об′єкти:
- Меморіал жертвам нацизму «Дзвін Скорботи» в с. Нова Слобода (2004)[1];
- Музей зброї та військової техніки у Спадщанському лісі (2008);
- Музей горюнської культури в с. Нова Слобода (2017)[2];
- Перший в Україні «Парк радянського періоду» у Спадщанському лісі (2019)[3][4].

Ініціатор видання та голова редакційної колегії «Путивльського краєзнавчого збірника», випуск якого розпочато в 2004 році. У ньому      публікуються дослідження з історії краю співробітників заповідника, науковців i краєзнавців з інших міст України та зарубіжжя.
2010 року започаткував видання заповідником газети «Місто Ярославни», де висвітлюється історична i культурна спадщина Сумщини.
Сфера наукових досліджень С. В. Тупика — історичне краєзнавство. Учасник багатьох всеукраїнських та міжнародних наукових конференцій (Глухів, Київ, Суми, Чернігів, Запоріжжя, Галич, Новгород-Сіверський тощо),
Організатор наукових конференцій на базі заповідника:
- науково-практична конференція «850-річчя першої літописної згадки про місто Путивль» (1996);
- наукова конференція «Життя як подвиг» (до 100-річчя від дня народження С. В. Руднєва) (1999);
- науково-практичні конференції «Рябінінські читання» (2004, 2009);
- міжнародна наукова конференція «„Слово о полку Ігоревім” та його епоха» (спільно з Сумським державним педуніверситетом; 2000, 2003, 2005, 2007);
- церковно-історична конференція «М. Ф. Берлинський — історик, педагог, релігійний діяч» (2009);
- міжнародна конференція «Воєнні злочини та злочини геноциду в локальному вимірі» (2021), проведена за ініціативи Почесного консула Азербайджанської республіки в м. Харків Афгана Салманова[5].

Організатор і учасник всеукраїнських археологічних конференцій «Путивльські читання», які проводяться спільно з Інститутом археології НАН України.
Автор численних краєзнавчих видань, наукових та науково-популярних статей. Тематика краєзнавчих досліджень — історія сіл, церковна історія, пам'яткоохоронна та музейна справа.
Найбільш ґрунтовне дослідження — «Глухівський Петропавлівський монастир та навколишні села» (2015). Книга складається з нарисів, які охоплюють дві теми. Перша стосується історії Глухівського Петропавлівського монастиря, а дpyга представлена нарисами з історії сіл Будища, Баничі, Мацкове, Перемога, Черневе, Ховзівка, В'язенка, Ротівка, Волокитине, Кочерги, Вікторове, Погаричі, Веселе, Шулешівка.

## Вибрані публікації

### Окремі видання
- Софрониевский  монастирь / А. Луговской, В. Вечерский, С. Тупик, Н. Рыбкин. — Киев: Оптима, 2001. — 120 с. : фот. — (рос.);
- Софрониевский  монастирь / А. Луговской, В. Вечерский, С. Тупик, Н. Рыбкин. — Киев: Оптима, 2002. — 127 с. : фот. — (рос.);
- Будищі — село над Клевенню: історико-краєзнавчий нарис / С. В. Тупик. — Суми: BBП «Мрія-1», 2002. — 112 с.;
- Путивль. Державний історико-культурний заповідник: фотопутівник / С. В. Тупик. — Суми: МакДен, 2005. — 40 с.;
- Новая Слобода / А. Луговской, И. Гильбо, А. Лепёшкин, С. Тупик. — Киев: Оптима, 2008. — 125 с. — (рос.);
- Глухівський Петропавлівський монастир та навколишні села / С. В. Тупик. — Суми ^ Університетська книга, 2015. — 398 с.

### Статті
- Путивльський  державний  історико-культурний  заповідник: проблеми i перспективи / С. В. Тупик // Сіверянський літопис. — 1998. — № 3. — С. 24—34;
- Про перспективи створення музейно-заповідного комплексу «Слова о полку Ігоревім» у Путивлі / С. В. Тупик // Словознавство: зб. науков. праць. Вип.1. — Київ ; Суми ; Путивль, 2000. — С. 168—174;
- Горюни / С. В. Тупик // Сумський обласний краєзнавчий музей: історія й сьогодення: зб. наукових праць. — Суми, 2005. — С. 103—108;
- Димитрій Ростовський у Петропавлівському монастирі / С. В. Тупик // Матеріали міжнародної науково-практичної конференції «Діяння святителя Димитрія Ростовського (Данила Туптала) i традиції православного світосприйняття», 3-4 жовтня 2007 р.  — Суми, 2007. — С. 46—50.;
- Село Кочерги: сторінки історії / С. В. Тупик // Путивльські відомості. — 2007. — 10 лют.;
- Село Ховзівка / С. В. Тупик // Путивльські відомості. — 2007. — 4 трав.;
- За ґратами — партизанський  командир / О. М. Рубанов, С. В. Тупик // Путивльський краєзнавчий збірник. Вип. 3. — Суми, 2007. — С. 205—217;
- Давньоруська спадщина Путивля у контексті розвитку туризму / С. В. Тупик // Слово о полку Ігоревім та його епоха: матеріали ХІІ міжнар. наук. конф., 7—9 черв. 2007 р., Суми — Путивль. — Київ ; Суми ; Путивль, 2008. — С. 317—320. — (Словознавство; Вип. 2);
- Село Веселе / С. В. Тупик // Путивльські відомості. — 2009. — 18 лют.;
- Село Ротівка / С. В. Тупик // Путивльські відомості. — 2009. — 22 серп.;
- Проблеми музеєфікації дитинця давньоруського Путивля / С. В. Тупик // Заповідна Хортиця: матеріали IV міжнар. наук.-практ. конф. «Історія запорізького козацтва: в пам'ятках та музейній практиці». — Запоріжжя. 2010. — С. 361—364;
- Село В'язенка / С. В. Тупик // Путивльський краєзнавчий збірник. Вип. 6. — Суми, 2010. — С. 295—304;
- Погаричі: село, якого немає на карті / С. В. Тупик // Сіверщина в історії України. Вип. 3. — Київ ; Глухів, 2010. — С. 198—202;.
- Мацкове: з глибин століть / С. В. Тупик // Глухівщина. — 2010. — 27 квіт.;
- Матеріали до історії Глухівського Петропавлівського монастиря у ХІХ — на початку XX ст. / С. В. Тупик // Сіверщина в історії України: зб. наукових праць. Вип. 4. — Київ ; Глухів, 2011. — С. 243—248;.
- Від Холопкова до Перемоги / С. В. Тупик // Сіверщина в історії України: зб. наукових праць. Вип. 5. — Київ ; Глухів, 2012. — С. 232—238;
- Погаричі / С. В. Тупик // Путивльські відомості. — 2013. — 5 лип.;
- Анатолій Мелес у спогадах Гавриїла Добриніна / О. А. Чурочкін, С. В. Тупик // Сіверщина в історії України: зб. наук. праць. Вип. 6. — Київ ; Глухів, 2013. — С. 275—278;
- Картографічна колекція Державного історико-культурного заповідника в м. Путивль / А. О. Корнус, С. В. Тупик // Путивльський краєзнавчий збірник. Вип. 8. — Суми, 2015. — С. 306—313;
- Пам'яткоохоронна діяльність Державного історико-культурного заповідника у м. Путивлі / С. В. Тупик, Є. І. Малик, Н. І. Сторчака // Охорона культурної спадщини історико-культурними заповідниками Чернігово-Сіверщини / за заг. ред. С. Ю. Зозулі. — Київ: Видавець Олег Філюк, 2017. — С. 36—47 : кольор. фот. — Бібліогр.: с. 111—112 (22 назви).

## Відзнаки
- 2008 — грамота Міністерства культури i туризму України та Центрального комітету профспілки працівників культури України;
- 2011 — почесна відзнака Сумської обласної ради «За високі досягнення»;
- 2012 — грамота Сумської обласної державної адміністрації;
- 2017 — грамота Сумської обласної ради;
- 2012 — звання «Заслужений працівник  культури України».